# 陸法言
陸 法言（りく ほうげん、生没年不詳）は、中国・隋代の音韻学者。本貫は魏郡臨漳県。法言は字であり、名は詞または慈という。陸爽の子で、稽胡人である。

## 業績
法言は、漢字の発音の標準を定めるため、古来の韻書の記述を統合し、601年（仁寿元年）に『切韻』5巻を編纂した。この編纂は、中国の歴史上、重要な業績の一つといえる。
『切韻』の序によれば、隋の開皇のはじめに、8人の著名学者（劉臻、顔之推、盧思道、李若、蕭該、辛徳源、薛道衡、魏彦淵）が法言の家にきて音韻について討論し、のちに『切韻』を完成したとある。完成までに十数年かかったという。
607年（大業3年）に科挙の制度がはじまるが、この制度によって、詩文の試験の成績がすぐれていれば、誰でも政府の要職につき、富と権力を得ることが可能となった。しかし詩文を読みこなし、つくりこなすためには、標準的な漢字音に精通していなければならない。その手引書となったのが『切韻』であった。以後、『唐韻』、『広韻』などに改訂され、中国の歴代の韻書における韻の分類は、『切韻』を基礎とすることになった。つまり、漢字の『切韻』音は、以後の中国語の一種の基準とされるに至ったのである。